# Инцидент на высоте 192
Инцидент на высоте 192 — наименование, которое использовала армия США для обозначения происшествия, случившегося в период войны во Вьетнаме с молодой вьетнамкой Фан Тхи Мао, которая 19 ноября 1966 года была похищена, изнасилована и убита группой американских солдат. Хотя об инциденте стало известно сразу после процесса над солдатами, совершившими преступление, широкую огласку этот инцидент получил лишь в 1969 году после публикации в The New Yorker статьи Дэниела Лэнга «Casualties of War» и выхода одноимённой книги, написанной Лэнгом. В 1970 году Михаэль Ферхёвен на основе данных событий снял фильм «o.k.». По мотивам тех же событий режиссёр Элиа Казан снял фильм «Гости» (The Visitors, 1972) — первый фильм о ветеранах Вьетнама в мирной жизни. В 1989 году вышел фильм Брайана де Пальмы «Военные потери», который был основан на книге Лэнга.

## Инцидент
17 ноября 1966 года сержант Дэвид Джервас (20 лет) и рядовой первого класса Стивен Кэббот Томас (21 год), члены роты С 2-го воздушно-десантного батальона 1-й кавалерийской дивизии, совместно с 3 другими членами того же подразделения, рядовыми первого класса Робертом М. Стореби (22 года), Киприано С. Гарсией (21 год) и Джозефом С. Гарсией (20 лет), договорились похитить «привлекательную девушку» во время их общей разведывательной миссии, которая должна была состояться на следующий день. В 1968 году во время интервью, которое он дал Лэнгу, Роберт Стореби (он использовал псевдоним Свен Эриксон) сказал: «[Джервас] сказал, что мы найдём женщину для секса, а через 5 дней убьём её» (англ. [Gervase] stated that we would get the woman for the purpose of boom-boom, or sexual intercourse, and at the end of five days we would kill her). Во время интервью Стореби также вспомнил, что Джервас тогда заявил, что это «хорошо подействует на моральный дух отряда».
18 ноября 1966 года, приблизительно в 5 часов утра, отряд в поисках девушки вошёл в маленькую деревушку Каттуонг, расположенную в уезде Фуми. Там солдаты похитили 21-летнюю девушку Фан Тхи Мао. Они связали ей руки, заткнули рот кляпом и забрали с собой. Позднее, разбив лагерь, они вчетвером (за исключением Стореби) изнасиловали девушку. На следующий день, во время перестрелки с солдатами Вьетконга, Томас и Джервас, опасаясь, что кто-нибудь заметит находящуюся с отрядом девушку, решили убить её. Томас нанёс ей 3 удара охотничьим ножом, но девушка выжила и попыталась убежать. Четверо солдат, участвовавших в изнасиловании, побежали за ней. Томас, догнав девушку, убил её, выстрелив ей в голову из винтовки М-16.

## Последующие события
Стореби доложил о совершённом преступлении руководству, но оно не предприняло никаких действий. Несмотря на угрозы, которые он получал от сослуживцев, участвовавших в инциденте, Стореби проявил упорство и, не дождавшись реакции от своего непосредственного руководства, обратился к более высоким чинам. Благодаря его настойчивости делу был дан ход. Именно в ходе разбирательства этого дела было выяснено имя убитой солдатами девушки, она была опознана сестрой.
В апреле-мае 1967 года Томас, Киприано Гарсиа и Джозеф Гарсиа были признаны виновными в изнасиловании и убийстве. Джервас был осуждён только за изнасилование. По решению суда все подсудимые были уволены из армии. На суде прокурор требовал для Томаса, который нанёс девушке смертельные ранения, смертной казни , но тот был приговорён к пожизненному заключению. Впоследствии его срок был сокращён сначала до 20, затем до 8 лет, что позволяло Томасу выйти по амнистии, отсидев половину срока, 4 года. Срок Джерваса, который был приговорён к 10 годам, впоследствии был сокращён до 8, что также позволяло ему выйти по амнистии. В 1968 году суд, сославшись на то, что в ходе следствия было допущено нарушение пятой поправки, удовлетворил апелляцию, подданную Джозефом Гарсией, и отменил вынесенный ему приговор (15 лет), а также признал его увольнение из армии незаконным. Срок Киприано Гарсии (4 года) был сокращён до 22 месяцев.
В 1992 году Стивен Кэббот Томас ещё раз попал в поле зрения СМИ. 17 мая Джордж Лоеб застрелил Харольда Мансфильда, матроса-афроамериканца, служившего на USS Saratoga. Томас проходил по этому делу как соучастник. Он и Лоеб являлись членами белой расистской организации «Церковь Создателя». Томас получил год условно.

## В искусстве
События произошедшие в ходе «Инцидента на высоте 192» стали основой сюжета ряда фильмов:
- В 1970 году Михаэль Ферхёвен на основе данных событий снял фильм «o.k.».
- В 1972 году Элиа Казан снял фильм «Гости» (The Visitors, 1972).
- В 1989 году вышел фильм Брайана де Пальмы «Военные потери»[15].